# Amareins
Amareins est une ancienne commune française du département de l'Ain. En 1974, la commune fusionne avec Cesseins et Francheleins sous la commune d'Amareins-Francheleins-Cesseins qui deviendra Francheleins en 1998.

## Toponymie
La première mention de l'ancienne commune date de vers 1250 sous le nom de De Marens. Le siècle suivant est évoqué De Marengiis mais aussi Amaren en 1350 sans oublier Amarains vers 1365.
Le nom d'Amareins qui vient de Marens est un nom d'origine burgonde. Ce nom dériverait d'un primitif Maringos signifiant Chez les Maringi lui-même dérivé du nom propre Maro, de mar signifiant célèbre.

## Histoire
Très ancienne paroisse (Ecclesia de Marengiis, Marins, Amaren, Amarains) sous le vocable des saints Pierre et Paul, mentionnée dès le IXe siècle. En 1116, l'archevêque et le chapitre de Lyon confirmèrent l'abbaye de la Chaise-Dieu dans la possession de l'église d'Amareins, qui lui avait été donnée, très probablement en même temps que celle de Saint-Trivier-en-Dombes, vers 1105, par l'archevêque Hugues de Die.
Les prieurs de Saint-Trivier, au nom de l'abbé de la Chaise-Dieu, restèrent collateurs de la cure jusqu'en 1606 que leur prieuré fut uni à l'ordre des Minimes, qui nommèrent dès lors le curé.
Le 5 octobre 1446, l'église d'Amareins fut violée et pillée par Jean du Gour, lieutenant du châtelain de Châtillon, qui y enleva Philippe de Poleins, alors curé.
Au XVIIe siècle, les revenus de la cure consistaient en toutes les dîmes, qui pouvaient produire en argent 8 ou 900 livres, et dans la jouissance de deux terres et d'une vigne.
En 1974, la commune fusionne avec Cesseins et Francheleins sous la commune d'Amareins-Francheleins-Cesseins. La commune obtient le statut de commune associée jusqu'en 1983 où la fusion-association des trois communes est transformée en fusion simple. La référence à Amareins disparaît en 1998 où la commune prend le nom de Francheleins.

## Politique et administration

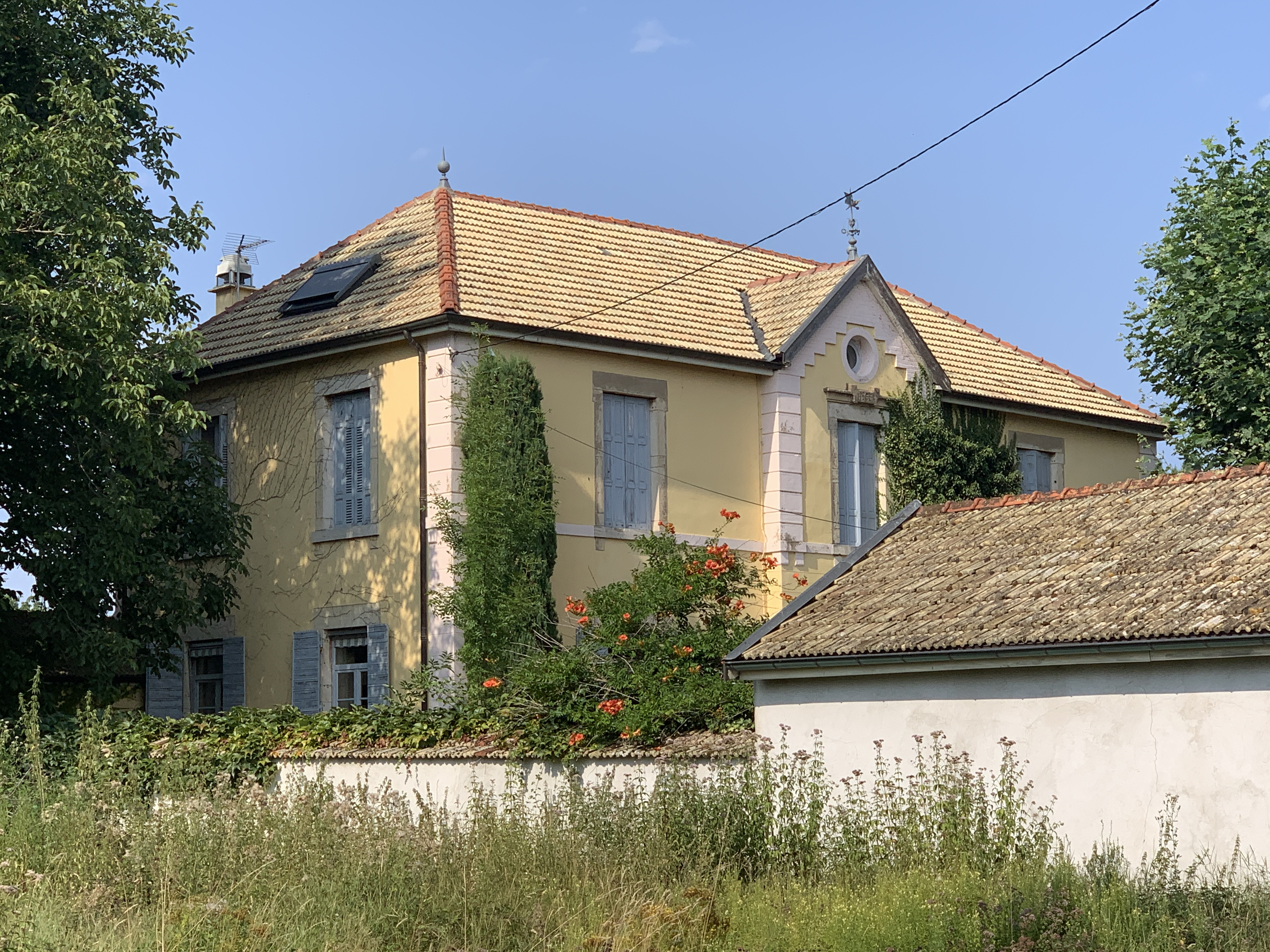
Ancienne mairie.

## Population et société

### Démographie
| 1793 | 1800 | 1806 | 1821 | 1831 | 1836 | 1841 | 1846 | 1851 |
| ---- | ---- | ---- | ---- | ---- | ---- | ---- | ---- | ---- |
| 158  | 132  | 95   | 199  | 250  | 189  | 217  | 247  | 244  |

| 1856 | 1861 | 1866 | 1872 | 1876 | 1881 | 1886 | 1891 | 1896 |
| ---- | ---- | ---- | ---- | ---- | ---- | ---- | ---- | ---- |
| 250  | 248  | 231  | 206  | 220  | 189  | 184  | 175  | 201  |

| 1901 | 1906 | 1911 | 1921 | 1926 | 1931 | 1936 | 1946 | 1954 |
| ---- | ---- | ---- | ---- | ---- | ---- | ---- | ---- | ---- |
| 190  | 186  | 172  | 125  | 129  | 120  | 114  | 109  | 122  |

| 1962 | 1968 | - | - | - | - | - | - | - |
| ---- | ---- | - | - | - | - | - | - | - |
| 130  | 137  | - | - | - | - | - | - | - |

## Culture locale et patrimoine

### Lieux et monuments
- Église Saint-Pierre-et-Saint-Paul, inscrite au titre des monuments historiques depuis 1969.

## Pour approfondir